# Svetište Gospe od Utočišta u Aljmašu
Svetište Gospe od Utočišta u Aljmašu je najznačajnije marijansko svetište u Đakovačko-osječkoj nadbiskupiji, ali i u cijeloj Slavoniji. Smješteno je oko 25 kilometara istočno od Osijeka. Prvi spomen imena i župe Aljmaš datira u 1332. godinu. Status župe drugi je put dobio 1807.

## Povijest
Nakon više od 160 godina osmanske okupacije ovog područja i protjerivanja Turaka, isusovci 1687. započinju duhovnu obnovu oslobođenih područja. Tako su u baranjskom selu Lugu, kojeg su htjeli učiniti svetišem, podigli crkvu u čast Blaženoj Djevici Mariji. Za skromnu drvenu crkvu u Lugu 1697. su nabavili Gospin kip, kojeg su na blagdan Velike Gospe u svečanoj procesiji prenijeli iz Osijeka u Lug. Izgledom je bio sličan današnjem: Gospa s krunom na glavi u lijevoj ruci drži Dijete Isusa, a u desnoj žezlo. Godine 1703. u Mađarskoj je izbila Rakoczyjeva buna, tijekom koje su njene pristaše zaposjele baranjska sela, uključujući i Lug, i naselile ih kalvinima koji su neke katoličke crkve uništili, a neke pretvorile u kalvinske, uključujući i crkvu u Lugu. Kao prva godina svetišta uzima se 1704. Tom su prigodom isusovci prenijeli Gospin kip u Aljmaš i tako ga spasili od kalvina. Već tada svetište su počeli pohoditi hodočasnici, koji su posjećivali tada jednostavnu crkvu, građenu od šiblja, omazanu blatom i pokrivenu trskom. Godine 1708. počela se graditi nova crkva koju je 1715. posvetio đakovački biskup Đuro Patačić, a na jednom od brežuljaka isusovci su 1726. za pobožnosti križnog puta podigli „Kalvariju“. Veliki požar 1846. progutao je crkvu s Gospinim kipom i aljmaške kuće. Spašena je samo kopija kipa, koja je prenesena kod izvora vode, u udolini udaljenoj oko kilometar od samog svetišta. Tamo je podignuta kapelica, oko koje su se nalazila stabla lipe, pa je mjesto nazvano „Gospa pod lipom“. Gradnja nove, već treće crkve na tom mjestu započela je 1847.  Još nedovršenu crkvu 1852. posjetio je biskup Strossmayer, koji je 1857. svetištu darovao novi (današnji) Gospin kip, izrađen u Beču.
Od 1945. do 1990., tijekom vladavine jugokomunističkog režima, hodočašća se redovito ometaju i zabranjuju. Početkom Domovinskog rata, pobunjeni Srbi i srpska paravojska, uz pomoć JNA, 1991. su okupirali su ovaj kraj. Nesrpsko stanovništvo su protjerali, imanja opljačkali, a crkvu su opljačkali, obeščastili i srušili. Dana 1. kolovoza stanovništvo je zadnjim brodovima pobjeglo u Osijek. Pod neobičnim okolnostima, 1992. u ruševinama crkve pronađen je oštećen Gospin kip koji je odmah prenesen u Osijek. Nakon mirne reintegracije, protjerano stanovništvo, a s njime i Gospa, 1998. se vraćaju se u Aljmaš. Pripreme za gradnju nove crkve počele su 1999., a sama izgradnja koju su financirali Ministarstvo obnove i graditeljstva, Osječko-baranjska županija, tadašnja Đakovačka i Srijemska biskupija te svetište Gospe Aljmaške počela je 2001. Tijekom 2003. i 2004. crkva je ukrašavana, čime je završena prva etapa izgradnje, koja je obuhvaćala samo izgradnju crkve. Dana 7. lipnja 2003. tijekom posjeta pape Ivana Pavla II. Osijeku, na svečanom euharistijskom slavlju na prostoru Športske zračne luke, okrunjen je Gospin kip. Druga i treća etapa izgradnje, koje su obuhvaćale izgradnju ostatka svetišta započele su 2005. Križni put na „Kalvariji“ uređen je 2006., a 2007. završene su druga i treća etapa, čime je u potpunosti završena izgradnja svetišta.

## Vanjske poveznice
- Službene stranice
- Nadilo, Branko. 2002. Izgradnja crkve u aljmaškom svetištu (PDF). Građevinar (Časopis Hrvatskog saveza građevinskih inženjera). 54 (12): 743–747. ISSN 0350-2465